# Lex Luthor (Smallville)
Lex Luthor é um personagem fictício da série de televisão Smallville da The CW. Ele é destaque no episódio piloto até o final da sétima temporada e tem sido interpretado continuamente por Michael Rosenbaum, com vários atores interpretando o personagem como uma criança ou adolescente ao longo da série. O personagem de Lex Luthor, criado para histórias em quadrinhos por Jerry Siegel e Joe Shuster em 1940 como nêmesis do Superman, foi adaptado para a televisão em 2001 por Alfred Gough e Miles Millar — esta foi a terceira vez que o personagem foi adaptado para uma série de televisão em live-action. O personagem também apareceu em livros e quadrinhos da série de televisão Smallville.
Nesta série de 2001, Lex Luthor é enviado a Smallville por seu pai, Lionel Luthor, para administrar a fábrica de fertilizantes local da LuthorCorp. Depois de dirigir seu carro para fora de uma ponte, ele é salvo por Clark Kent e rapidamente desenvolve uma nova amizade com o fazendeiro. Com o desenrolar da série, a curiosidade de Lex sobre Clark e todas as coisas conectadas ao mesmo acabam destruindo sua amizade. O relacionamento de Lex com seu pai é tenso desde o início da série, e eventualmente chega ao fim quando Lex mata seu pai em um esforço para descobrir o segredo de Clark.
A encarnação de Smallville do personagem é apresentada pela primeira vez como um personagem moralmente ambíguo, que caminha na linha tênue entre o bem e o mal. Lex é uma pessoa curiosa, e é essa curiosidade que o leva a obter o máximo de poder possível à medida que a série avança — no final das contas, o levará a ser o maior inimigo de Clark. Michael Rosenbaum foi indicado e ganhou um Saturn Award e um Teen Choice Award por sua interpretação de Lex Luthor em Smallville. Depois de sete temporadas como regular da série, o ator deixou a obra, mas reprisou o papel no final de duas horas da série.

## Papel emSmallville
Lex Luthor, introduzido no piloto como filho do bilionário Lionel Luthor (John Glover), é enviado a Smallville por seu pai para administrar a fábrica de fertilizantes local. Quando criança, ele é apanhado na primeira chuva de meteoros que o deixa completamente careca. Anos depois, como um jovem adulto, Lex conhece Clark Kent (Tom Welling) pela primeira vez salvando sua vida de um afogamento e os dois rapidamente se tornam amigos. Lex tenta ser um cara bom na maior parte das primeiras temporadas, mas seus motivos são geralmente movidos pela curiosidade pelo inexplicável, como o dia em que Clark o salvou de um afogamento. Ao longo de sete temporadas — começando no episódio piloto, no dia em que Clark o resgatou de um afogamento — Lex tem tentado descobrir os segredos que Clark guarda.
Na primeira temporada, Lex contrata Roger Nixon (Tom O'Brien), um repórter do jornal tabloide O Inquisitor, para descobrir como ele sobreviveu ao acidente de automóvel onde Clark o salvou de um afogamento. Todas as evidências apontam para Clark tendo sido atropelado pelo carro de Lex, mas Lex se recusa a acreditar que foi isso que aconteceu, então Nixon tenta expor Clark a todos. Na mesma época, Lex também pede a ajuda do Dr. Hamilton (Joe Morton); Hamilton é contratado para estudar os efeitos das rochas de meteoro. Hamilton encontra um disco octogonal, com símbolos desconhecidos impressos na superfície do disco que correspondem aos da nave de Clark, enquanto procurando vestígios de uma nave alienígena que pousou em Smallville em 1989. O disco acaba sendo roubado por Nixon na tentativa de abrir a nave de Clark.
Na segunda temporada, a curiosidade de Lex com os símbolos continua. Lex primeiro mata Nixon antes que o repórter possa matar Jonathan Kent (John Schneider) por proteger Clark de Nixon. Quando Clark descobre as Cavernas Kawatche, sob um canteiro de obras da LuthorCorp, Lex opta por ser o curador das cavernas para preservá-las depois de notar símbolos nas paredes da caverna que correspondem aos símbolos do disco, assim como uma forma octogonal na parede da caverna que se encaixaria perfeitamente no disco. Seu interesse cresce cada vez mais quando ele encontra Clark constantemente nas cavernas, e mais tarde com um pedaço de papel que parece indicar que Clark decifrou a linguagem nas paredes da caverna — embora Clark nega ser capaz de ler a linguagem. A empresa de Lex eventualmente perde as cavernas Kawatche para Lionel, pois seu pai também desenvolveu um interesse pelas cavernas e pelo disco octogonal. Durante tudo isso, Lex também conheceu e cortejou a Dra. Helen Bryce (Emmanuelle Vaugier), mas Helen tentaria matá-lo na lua de mel deles.
A terceira temporada revelou por que Lex suportou a paternidade rígida de Lionel; seu pai o culpa pela morte de seu irmão mais novo Julian Luthor, no entanto, Lex assumiu a culpa para proteger o verdadeiro assassino, sua mãe mentalmente doente Lillian Luthor (Alisen Down), da ira de Lionel. Além disso, a curiosidade de Lex pelos símbolos (e Clark) leva a uma ruptura entre os dois. Quando Lionel dá a Clark a chave de um quarto na Mansão Luthor, onde Lex está coletando informações sobre a família de Clark, Clark informa a Lex que a amizade deles "acabou".
Na quarta temporada, Lex substitui seu pai como CEO da LuthorCorp e muda sua atenção para encontrar três pedras antigas, que contém os mesmos símbolos que os da caverna e do disco. Ele não consegue encontrar as três pedras, mas suspeita que Clark encontrou, e usou as pedras para encontrar o tesouro do conhecimento, frequentemente tendo confrontos com Jason Teague (Jensen Ackles). Por volta dessa época, o estilo de vida de Lex de dormir com mulheres e depois deixá-las no dia seguinte iria atingi-lo quando uma (Cobie Smulders) com quem ele havia dormido antes tenta matá-lo após incriminá-lo pelo assassinato de outra das ditas mulheres.
Na quinta temporada, Lex fica obcecado em descobrir o segredo de Clark;  ele tira três criminosos meta-humanos do Belle Reve e os envia para a Fazenda Kent, onde eles mantêm várias pessoas próximas de Clark refém. O esquema não dá em nada, no entanto, e Clark corta Lex completamente de sua vida ao descobrir. Sua curiosidade pelos símbolos, que ele acredita serem de natureza alienígena, resulta em Brainiac (James Marsters) preparando-o para ser possuído pelo espírito do criminoso Kryptoniano Zod. Na sexta temporada, Lex se casou com Lana Lang (Kristin Kreuk) depois de enganar Lana em estar grávida de seu filho. Ao descobrir a verdade, Lana fingiu sua própria morte e tentou atribuir o assassinato a Lex.
A sétima temporada mostrou a descida de Lex no lado sombrio; ele tem uma relação de irmão com Grant Gabriel (Michael Cassidy), o novo editor do Planeta Diário, até que é revelado que Grant é na verdade um clone do falecido irmão de Lex. Depois que Lex compra o Planeta Diário, Grant tenta impedir que Lex seja o controlador, então Lex manda assassinar o clone de seu irmão e encenar como um assalto fracassado. Lex então descobre que os símbolos anteriores estão conectados à organização secreta Veritas, do qual seu pai faz parte. Os membros da Veritas souberam que um visitante alienígena conhecido como "O Viajante" chegaria a Smallville durante a chuva de meteoros de 1989. Neste momento, Lex percebe que Lionel tem encoberto a existência do Viajante e, posteriormente, mata seu próprio pai por isso. Ele finalmente descobre que os membros de Veritas sabiam de um meio de controlar o Viajante, então Lex sai para encontrar o dispositivo. O dispositivo, uma esfera que ele encontra na cobertura acima de uma lareira na mansão Luthor, leva Lex para a Fortaleza da Solidão, onde ele é confrontado por Clark. Tendo finalmente descoberto o segredo de Clark, Lex usa a orbe para derrubar a Fortaleza em torno de Clark e de si mesmo.
Na oitava temporada, Lex está desaparecido e Tess Mercer (Cassidy Freeman) é colocada no comando como sucessora escolhida a dedo por Lex. Tess quer que Lex seja encontrado, até que é revelado que Lex tem um nano-transmissor implantado cirurgicamente no nervo óptico de Tess. Querendo vingança, Lex usa uma bomba de kryptonita para fazer com que o traje bio-aprimorado roubado de Lana, projetado para absorver e emitir radiação de kryptonita, absorva a radiação para desativar a bomba e, subsequentemente, nunca mais ser capaz de chegar perto de Clark novamente sem efeitos fatais. Oliver Queen (Justin Hartley) descobre a localização de Lex e usa uma bomba para explodir o transporte médico de viagem de Lex, aparentemente matando ele.
A décima temporada revelou que Lex está vivo, embora em estado extremamente crítico, e se escondendo após a tentativa de assassinato por Oliver, e havia criado vários clones na luta para se curar. No entanto, a maioria desses clones são defeituosos e envelhecem em um ritmo acelerado. Um clone de Lex (Mackenzie Gray), com idade aproximadamente vinte anos mais velho que o original, tentou se vingar de Clark tentando matar Lois Lane (Erica Durance), mas morreu antes que pudesse terminar. O final de duas horas da série revela que Lex tem se escondido embaixo da mansão Luthor e está quase consertado após enxertar partes viáveis de seus clones em seu corpo danificado; faltava apenas um coração ativo. Após a versão de realidade alternativa de seu pai se sacrificar para Darkseid, Lex é curado e trazido de volta à vida. Ele conversa com Clark, dizendo a seu ex-amigo que aceita que eles têm um destino como inimigos, mas que nenhum deles pode cumprir seus papéis a menos que Clark derrote Darkseid inspirando a humanidade. Lex depois se encontra com Tess, e fatalmente esfaqueia sua irmã, no entanto, Tess o envenena com uma neurotoxina especializada que remove todas as memórias de Lex. A série termina saltando anos no futuro, onde Lex tinha sido eleito Presidente dos Estados Unidos.

## Interpretação
Ao criar a versão de Lex Luthor de Smallville, os criadores da série Alfred Gough e Miles Millar decidiram que ele não seria o precursor do papel mais cômico desempenhado por Gene Hackman na série de filmes clássica Superman; a dupla queria que ele fosse agradável e vulnerável. O papel foi difícil de ser escalado, já que ninguém envolvido na escalação do elenco poderia concordar sobre quem eles gostariam para o papel. Gough e Millar queriam escalar um comediante para a série, acreditando que os comediantes sempre querem "agradar e ser amados ao mesmo tempo". Michael Rosenbaum fez o teste para Lex Luthor duas vezes. Sentindo que não levou sua primeira audição a sério, Rosenbaum esboçou uma cena de duas páginas e meia, indicando todos os lugares para sere engraçado, carismático ou ameaçador. Seu teste foi tão bom que todos concordaram que ele era "o cara".
Antes de Rosenbaum conseguir o papel, Martin Cummins fez o teste para o papel de Lex Luthor; Cummins continuaria a interpretar o Dr. Garner, um neurocientista que faz experiências com Clark, em vários episódios de Smallville na segunda e terceira temporada. Michael Rosenbaum não é o único ator a interpretar Lex na série. Houve quatro outros atores que desempenharam o papel; Matthew Munn, Wayne Dalgish, Lucas Grabeel e Connor Stanhope interpretaram Lex Luthor como uma criança ou adolescente em vários episódios ao longo da série. Rosenbaum aproveitou as oportunidades que teve para mostrar o lado maligno de Lex, mesmo que fosse apenas por alguns segundos nas primeiras temporadas. Especificamente, ele adorou a chance de "ir ao mar", como fez em "Hug", onde seu personagem puxou uma metralhadora e atirou em tudo que estava à vista; para o ator, isso deu ao público um vislumbre de quem Lex estava se tornando. Para retratar a careca característica de Lex, Rosenbaum teve que passar por mais do que apenas uma raspagem regular da cabeça. Não só sua cabeça era raspada todos os dias, mas ele teve que passar por horas de tratamentos de maquiagem em sua cabeça, em várias combinações de cores, de modo que seu couro cabeludo natural não aparecesse na filmagem. Após sete temporadas interpretando Lex Luthor em Smallville, Michael Rosenbaum decidiu seguir em frente com sua carreira de ator, então ele saiu da série. Em 11 de fevereiro de 2011, Michael Ausiello reportou que depois de várias especulações sobre se Rosenbaum voltaria à série, o ator finalmente concordou em aparecer no final da série. Rosenbaum expressou que seu retorno para o episódio final foi para os fãs.

## Desenvolvimento do personagem

### Progressão da história
Rosenbaum acreditava que Lex estava tentando ser um herói na primeira temporada, mas que seu personagem mostrava sinais de ter que lutar contra a "ambiguidade" e permanecer no caminho certo. O relacionamento cheio de tensão com seu pai, que é estabelecido pela primeira vez no episódio piloto, chega a um cruzamento no final da primeira temporada, quando Lex fica com a decisão de ajudar seu pai a remover a viga estrutural que caiu sobre ele, ou deixá-lo morrer. Rosenbaum queria que o público visse que Lex estava realmente pensando em como seria sua vida se Lionel não estivesse mais por perto. Como Rosenbaum explicou a cena:
Acho que o que separa um assassino de uma pessoa normal que é sã é aquele momento de decisão. Os assassinos podem tomar a decisão de cometer esse ato e matar, o que a maioria das pessoas provavelmente nunca terá que enfrentar. Você ou eu nunca fomos empurrados tão longe, e em comparação com a vida de Lex, nossas vidas não têm sido tão traumáticas. Naquele momento na biblioteca, Lex esqueceu quem ele era. É assim que eu interpretei, e é assim que eu queria que parecesse. E são essas decisões que você toma que o fazem perceber que existe uma linha tênue entre o racional e o irracional. Quando você está dirigindo na estrada, seu dia acabou de ir para o inferno, e você fica realmente chateado por um momento, só quer tirar o volante da estrada. A maioria das pessoas pensa isso por um segundo e depois deixa pra lá, mas no momento em que você pensa, você está realmente contemplando isso? Você realmente faria isso? A maioria das pessoas não, mas quando ele vê seu pai deitado lá, é um daqueles momentos em que Lex é como aquele motorista.
A segunda temporada se aprofundou nos momentos mais sombrios de Lex, desde o momento em que ele hesitou para salvar a vida de seu pai, até sua explosão de raiva em Jonathan pelo que ele considera um tratamento injusto. Esses momentos tocam na psique de Lex. "Memoria" da terceira temporada finalmente explicou as circunstâncias misteriosas em torno da morte do irmão mais novo de Lex, Julian. Gough explica que eles sabiam da história de Julian Luthor desde a primeira temporada, quando o personagem foi mencionado pela primeira vez em "Stray", mas eles queriam encontrar o momento certo para explicar a situação. A equipe criativa queria que o público pensasse que Lex era o responsável pela morte de Julian quando criança, , antes de finalmente revelar que Lex estava apenas encobrindo sua mãe.
A quarta temporada começou a expandir o longo arco de história da série dos sentimentos de Lex por Lana. Embora as sementes tenham sido plantadas no segundo episódio da primeira temporada, não foi até a quarta temporada que Lex começou a mostrar mais de seus verdadeiros sentimentos. De acordo com Gough, Lex não estava apenas tentando proteger Lana de Jason Teague (Jensen Ackles), o namorado de Lana que também estava atrás das pedras do conhecimento, mas ele também estava tentando tirar Jason de cena completamente para que ele pudesse ter Lana para si. O roteirista Darren Swimmer questionou os motivos de Lex nas primeiras temporadas: "Você tem que se perguntar, nas palavras do próprio Lex Luthor: Por que algum bilionário iria querer socorrer essa garota e comprar-lhe uma cafeteria para começar? O que é isso tudo? O roteirista Todd Slavkin descreveu a quinta temporada como "o obscurecimento de Lex Luthor". Na época em que "Aqua" estreou, Lex havia removido as luvas, já que não havia nenhuma amizade com Clark com a qual ele precisava se preocupar, e seu lado sombrio começou a aparecer. A quinta temporada também viu a fome de Lex por poder começar a se desenvolver, enquanto fazia campanha para uma cadeira no Senado do Kansas. Foram os eventos de "Lexmas" que levaram Lex a continuar sua busca pelo poder maior. Em "Lexmas", Lex é baleado e tem a chance de viver uma vida onde ele é casado com Lana e não está mais em busca de poder. Nesta realidade alternativa, sem todo o poder e dinheiro que ele tinha originalmente, Lex não consegue salvar Lana, que morre após dar à luz seu segundo filho. É aqui que Lex decidiu que ele sempre "iria para o prêmio".

### Caracterização
Uma das principais características de Lex é sua curiosidade pelo inexplicável. O principal motivo de Lex para suas ações "obscuras" deriva de sua curiosidade, especificamente a partir do momento em que ele e Clark se conhecem depois que Lex bate em Clark com seu Porsche. Clark sempre aparecendo quando algo estranho acontece em Smallville não faz nada além de alimentar a curiosidade de Lex. Rosenbaum acredita que Lex só vê duas opções: "Para Lex, é fazer uma boa viagem até Metrópolis e trabalhar com seu pai, ou descobrir o que está acontecendo com esse companheiro forte e estranho, Clark Kent." Outra característica do Lex Luthor de Smallville—aquela que está sendo desenvolvido ao longo da série—é sua maldade. Rosenbaum acredita que o que o público vê no lado sombrio de Lex nas primeiras temporadas é apenas uma amostra do que o personagem é realmente capaz. Na estreia da segunda temporada, "Vortex", Rosenbaum pediu a Greg Beeman para filmar um close-up dele depois de atirar em Nixon, em um esforço para abrir uma janela para o lado mais sombrio de Lex. Rosenbaum pretendia deixar aberta para o público a interpretação de se Lex gostou de matar Nixon. Beeman explica os pensamentos de Rosenbaum, "...ou Lex está horrorizado e chocado, ou ele gostou e foi bom para ele". De acordo com Rosenbaum, quando Lex chega a esse ponto em que ele usa toda a sua mente, e "realmente enlouquece", é aí que o "mundo precisa se esconder". O crítico de televisão Brian Byun sentiu que foi esta luta entre o bem e o mal dentro de Lex que não só o tornou um anti-herói, mas também, dado que o público está familiarizado com a mitologia de Lex e o conhecimento de que ele acabará por ser o maior inimigo do Superman, fazer do Lex Luthor de Smallville uma "figura trágica [de] grandeza quase Shakespeariana".
Pegando uma página de A Bronx Tale de Chazz Palminteri, Rosenbaum ignorou o roteiro durante sua cena final com Kristin Kreuk para o final da sexta temporada. Rosenbaum estava tentando invocar um momento de susto para o público. Aqui, enquanto Lana informa a Lex que ela está indo embora, Lex passa por ela e fecha a porta para sua saída. Rosenbaum estava tentando invocar um momento de susto para o público. Para o ator, ele queria que o público se perguntasse o que Lex faria com Lana; foi um momento para mostrar o quão imprevisível Lex pode ser.

Lex: Você acha que eu ficaria melhor com cabelo?
Lana: Eu não sei. Nunca pensei nisso.
Lex: Eu pensei sobre isso; Eu pensei em muitas coisas. ... Clark tem um cabelo bonito.
—O roteirista Steven S. DeKnight descreve essa troca de diálogo, de "Lockdown" da quinta temporada, como uma visão dos sentimentos de inadequação e inveja de Clark por Lex.

Conforme as temporadas progrediam, e o personagem começou a ficar mais sombrio e mais sinistro, Rosenbaum buscou mais oportunidades para trazer humor para a cena, seja com sutilezas físicas como pequenos sorrisos em momentos-chave, ou "humor autodepreciativo". Um desses casos, que se tornou popular com o público, foi no episódio "Justice" da sexta temporada, onde Lex fez uma piada sobre querer um rabo de cavalo. Os produtores estavam preocupados com a parte do diálogo, mas Rosenbaum os convenceu de que poderia realizá-lo. Para Rosenbaum, essa piada de Lex o torna mais credível como pessoa, porque é sabido que Lex sempre quis cabelo. Este momento reflete um episódio anterior, onde Lex revela seus sentimentos de magreza ao se comparar a Clark. Em "Lockdown" da quinta temporada, Lex fornece uma janela para seus pensamentos sobre seu lugar em Smallville. Como o roteirista Steven S. DeKnight descreve, o público consegue ver um momento em que Lex mostra como ele ainda se sente um estranho, e que ele vê Clark como essa "pessoa perfeita". DeKnight acredita que, pela visão de Clark, Lex é movido por seu desejo de obter tudo o que Clark tem, como sua família e namorada.
Lex também desenvolve um desejo por poder, com essa fome se expandindo na quinta temporada. Alfred Gough acredita que as motivações políticas de Lex são baseadas em seu desejo de poder. Rosenbaum ecoa essa opinião, acreditando que Lex nunca se cansa; “Lex é um personagem insaciável”. Rosenbaum acredita que nada irá satisfazer o desejo de Lex, e que ele continuará indo até ser presidente dos Estados Unidos. Mesmo assim, ele continuará tentando fazer a maioria das pessoas gostar e acreditar nele.
Visualmente, o personagem de Lex Luthor possui características próprias. Em Smallville, Lex geralmente recebe um "fundo de vidro, aço [colorido]" e é vestido com muito preto, cinza e "tons frios", como roxos e azuis.

### Relacionamentos
Rosenbaum percebe que a amizade entre Lex e Clark está destinada ao fracasso, mas que a amizade de Clark é realmente importante para Lex no início da série. O ator também acredita que se Clark pudesse ver a escuridão que Lex está constantemente lutando, ele entenderia melhor as ações de Lex. O crítico Brian Byun expressou que a escolha de explorar a amizade entre Clark e Lex, antes de se tornarem inimigos jurados, que era algo que tinha sido usado no passado, mas nunca com a profundidade do que Smallville está fazendo, ajudou a evitar que a série se tornasse "Dawson's Creek com super-poderes".
Como Lana, que guardou um vazio dentro dela após a perda de seus pais, que ela tentou preencher com os homens em sua vida, Lex tenta preencher seu próprio vazio, pela perda de sua mãe, com as mulheres em sua vida. De acordo com a roteirista Holly Harold, Lex "precisa e quer ser amado". Rosenbaum concorda e sente que Lex está em busca desse "amor incondicional". O ator compara esse sentimento com aquele com o qual todos podem se identificar, mas que Lex não consegue alcançar não só com as mulheres com quem ele desenvolve relacionamentos, mas também com seu próprio pai. Rosenbaum e Annette O'Toole (Martha Kent) concordam que a única pessoa que poderia dar a Lex esse amor é sua mãe, que morreu quando ele era uma criança. Sempre que eles têm cenas juntos, O'Toole e Rosenbaum tentam sugerir que Martha quer proporcionar esse amor para Lex, porque ela reconhece que ele precisa disso, e que Lex realmente quer que ela o proporcione também.
Depois de vários relacionamentos fracassados, Lex finalmente acredita que tem o que deseja quando começa um relacionamento romântico com Lana Lang. Em "Hypnotic", em um esforço para parar de magoar Lana emocionalmente, Clark disse a ela que não a amava mais. Isso leva Lana para os braços de Lex. O roteirista Darren Swimmer explica que isso não foi algo que apenas aconteceu na série, mas algo que havia sido sugerido por muitas temporadas. Rosenbaum admite que Lex teve uma queda por Lana por muitos anos, mas argumenta que ele tentou ajudar Clark a ganhar Lana logo no início—ele conseguiu. Quando o relacionamento de Clark e Lana desmoronou, por causa do engano de Clark, Lex estava esperando. Rosenbaum acredita que Lana estava "cansada do garoto e queria um homem por perto". Por outro lado, Swimmer acredita que Lana começou a namorar Lex como uma forma de deixar Clark com raiva, mas o relacionamento "se transformou em muito mais". Kreuk argumenta que Lana procurou Lex porque "ela sabe que nunca vai amá-lo de verdade". Kreuk acredita que o relacionamento de Lana com os homens em sua vida foi originalmente motivado por um desejo de preencher um vazio em sua vida que sobrou depois que seus pais foram mortos. Essa necessidade de preencher aquele vazio foi preenchida no "Vazio", quando Lana tomou uma droga para induzir a morte para que ela pudesse ver seus pais na vida após a morte. Ao conhecer seus pais, Kreuk acredita que Lana percebeu que não precisava mais de outra pessoa para preencher aquele buraco nela. Kreuk vê esse vazio preenchido como a razão pela qual Lana gravitaria em torno de Lex. Kreuk sente que se Lex tivesse escolhido um caminho diferente após os eventos de "Lexmas", então Lana seria capaz de amá-lo de verdade.
Como Rosenbaum descreve, Lex vê Lana como uma garota linda e charmosa com um pouco de ingenuidade. É essa ingenuidade que permite a Lex acreditar que ele pode confiar e se abrir com Lana, e que ela é seu único amor verdadeiro. Lex também sabe que Lana sempre amará Clark, mas ele espera que ela o ame por quem ele é do mesmo jeito. Rosenbaum não acredita que Lana deu isso a Lex. A roteirista Holly Harold encontra paralelos entre o relacionamento de Lex com Lana e o relacionamento de Lionel com Martha. Ambos os homens acreditam que essas duas mulheres serão sua graça salvadora, e puxarão eles do lado sombrio. Em defesa de Lex, Rosenbaum argumenta que Lex não está usando Lana em uma tentativa de machucar Clark, mas que ele realmente a ama. O ator acredita que o problema de Lex está no fato de que toda vez que ele amou alguém e se abriu para essa pessoa, ele foi magoado ou traído. Mesmo que Lex ame Lana mais do que qualquer outra pessoa antes dela, ele simplesmente não consegue se abrir completamente por medo de repetir o passado. Rosenbaum acredita que a eventual dissolução do casamento entre Lex e Lana foi um momento trágico na vida de ambos os personagens. É um momento que solidifica a história de Lex de se abrir para as mulheres e fazer com que elas o machuquem.
Não é apenas com as mulheres de sua vida que Lex tem dificuldade em manter um relacionamento saudável, mas com seu pai também. Rosenbaum caracteriza o relacionamento entre Lex e Lionel como uma forma de cabo de guerra, e discorda da avaliação de John Glover de que Lionel está apenas testando Lex quanto à vida que ele assumirá. Para Rosenbaum, Lex está sendo empurrado e empurrado, e Lex tem medo de chegar ao ponto em que sabe que não será mais capaz de voltar. Em "Vortex", Lex percebe que esqueceu quem ele era naquele momento em que seu pai estava preso sob a coluna, e ele se sentiu culpado pela situação. De acordo com Rosenbaum, Lex percebeu que, deixando seu pai morrer, ele estaria viajando por um caminho sombrio e se tornaria tudo o que seu pai era—mal. Enquanto Lex continua a viver na sombra de seu pai, e conforme o tempo passa, ele aprende mais sobre o "monstro" que Lionel realmente é. O ponto de ruptura ocorre quando Lex descobre que seu pai matou os avós de Lex em um incêndio em um cortiço. Rosenbaum vê isso como o último dilema ético—ele compara isso a pais que descobrem que seu filho assassinou alguém, e então tendo que decidir se eles deveriam ir às autoridades ou não—e Lex, que não pode mais aceitar o abuso de seu pai, decide entregar Lionel ao FBI. De acordo com Rosenbaum, a decisão é justificada para Lex, que vê aquele monstro que Lionel realmente é por causa de suas ações—usando terapia de eletrochoque para apagar as memórias de Lex, drogando Lex, matando seus próprios pais e a maneira como ele tratou a mãe de Lex.

## Recepção
Michael Rosenbaum foi indicado várias vezes para a categoria de Melhor Ator Coadjuvante em Série de Televisão do Saturn Award por sua atuação como Lex Luthor. Sua primeira indicação veio em 2002, único ano em que ele ganhou o prêmio. No mesmo ano, ele também foi indicado para o Prêmio Rosto do Futuro do Gênero Cinescape, ao lado da co-estrela Kristin Kreuk. Ele seguiu com nomeações consecutivas de 2003 a 2006. Rosenbaum foi indicado para Escolha de Siderick no Teen Choice Awards de 2002 e 2003. Em 2007, 2008 e 2009, ele foi indicado como uma Escolha de Vilão do Teen Choice Awards.

## Aparições em outras mídias

### Livros
Lex faz sua primeira aparição fora da série de televisão no romance Smallville: Strange Visitors, publicado pela Aspect. Quando dois vigaristas chegam a Smallville promovendo curas milagrosas criadas pelas rochas meteorológicas, Lex se interessa pelo que eles realmente procuram, pois acredita que seus planos podem atrapalhar a pesquisa que ele está fazendo nas pedras de meteoro. Após o golpe de Jacobi e Wolfe ser realizado, Lex usa uma corporação fictícia para roubar todas as rochas de meteoro que a Fundação Ascendence de Jacobi coletou. Em Smallville: Dragon, Lex dá uma festa em sua mansão para os adolescentes locais, que acaba sendo derrubada por uma criatura reptiliana criada pelas rochas do meteoro. Ele também é visitado por uma antiga paixão, Renata, que aparece em busca de reacender o relacionamento. Lex rapidamente descobre que ela tem um motivo oculto quando ela propõe a ele para financiar um negócio de drogas, o que leva Lex a perceber que ela foi realmente enviada por seu pai como um teste para Lex.

### Histórias em quadrinhos

#### Smallville
Em 2012, a série Smallville continuou por meio de quadrinhos, com Smallville Season Eleven. Escrita por Bryan Q. Miller, que também escreveu para a série de televisão, a primeira edição detalha Lex mudando o nome da LuthorCorp para LexCorp, devido à sua perda de memória no final da série. A morte de Tess Mercer é considerada suicídio, e Lex vende os direitos de propriedade do Planeta Diário. Ele também questiona por que ele faria amizade com o "pouco sofisticado" fazendeiro que virou repórter Clark Kent, depois de ler alguns recortes de jornal, mas ocasionalmente ele admite que sente algo sobre Clark que ele não consegue entender. Ele imediatamente nutre desconfiança no "Superman", após este último se revelar ao mundo. Lex não sabe por que ele despreza e fica obcecado pelo Superman além de confiar em seus sentimentos, suspeitando que isso tenha algo a ver com seu passado. Assim, isso revela que há vestígios de memórias deixadas para Lex continuar seu ódio pelo super-herói, mas não tem conhecimento da identidade secreta do Superman, ainda assim ele permanece uma ameaça para Clark devido à possibilidade de Lex se lembrar a qualquer momento devido ao seu subconsciente está tentando avisá-lo. Lex descobre mais tarde que ele uma vez soube sabia quem é Superman. Isso leva a uma proposta com o General Sam Lane para criar uma empreendimento conjunto entre a LexCorp e O Pentágono para o projeto da empresa, "Plataformas de Defesa do Guardião", que envolve o monitoramento de comunidades meta-humanas e extraterrestres do mundo. Na segunda edição, Lex toma medidas para recuperar suas memórias perdidas, com seu assistente Otis Berg pesquisando a neurotoxina que Tess usou nele, eventualmente ele descobre que a toxina fez o cérebro de Lex operar em uma porcentagem maior do que o normal, aumentando sua inteligência geral. Além disso, Otis descobre que a toxina não só apagou as memórias de Lex e aumentou sua inteligência, mas também fez com que ele se vinculasse mentalmente com a consciência de Tess quando ela o envenenou. Clark e Oliver eventualmente descobrem o que aconteceu com Tess e extraem sua consciência de Lex e carregam no computador da Torre de Vigia até que eles possam clonar um novo corpo para ela, eventualmente um robótico construído por Emil Hamilton que espelha o original dela mas também dá a ela habilidades, inclui a criação de vento com força de ciclone. Também é revelado que Lex era amigo de Bruce Wayne, a identidade secreta do Batman, desde a infância, mas perdeu contato após o assassinato dos pais de Bruce. Anos depois, Bruce está secretamente ciente de que Lex agora é corrupto. Depois de ajudar a derrotar os Monitores, Lex considera concorrer ao Salão Oval; Lex sabe que esse era seu objetivo de ser o presidente dos Estados Unidos antes de sua amnésia.

#### Arrowverse
Michael Rosenbaum foi abordado pelos produtores da Warner Bros. e das séries de televisão do Arrowverse para reprisar seu papel como Lex no crossover "Crisis on Infinite Earths", mas ele recusou, com seu personagem ganhando em vez disso uma pequena menção como o Presidente. No entanto, seu personagem faz uma aparição na história em quadrinhos derivada Crisis on Infinite Earths Giant, juntamente com outras iterações de Lex Luthor, incluindo aquelas de outras mídias e adaptações relacionadas ao Superman, devido a isso está se focando no Lex de Jon Cryer e o Superman de Tyler Hoechlin da série de televisão Supergirl. É revelado que Lex formou "O Conselho dos Luthors" com seus homólogos de universos paralelos depois de contatá-los para esquemas para eliminar Supermans do Multiverso para que eles possam conquistá-lo sem a interferência de seus inimigos, e estabeleceu uma base de satélite orbitando acima da Terra-99 (onde seu Superman foi morto pelo Batman). Lex, como outros membros, despreza o Luthor da Terra-38 (Cryer) e quer matá-lo. Ele até tem agora seu próprio Lexotraje, um exoesqueleto movido a kryptonita fornecido por eles para suas lutas contra seus próprio Superman.